# Félix Varela
Félix Varela y Morales (Havana, 20 de novembro de 1788 — San Agustín, 25 de fevereiro de 1853) também conhecido como Padre Varela, foi um sacerdote, professor, escritor, filósofo e político cubano. Teve presença marcante na vida intelectual, política e religiosa em Cuba na primeira metade do século XIX.
O padre Varela é considerado um dos formadores da nação cubana.

## Obras
Entre sua principais obras estão:
- Instituciones de Filosofía Ecléctica para el uso de la Juventud Estudiosa (1813)
- Lecciones de Filosofía (1818)
- Miscelánea Filosófica (1819)
- Cartas a Elpidio — Sobre la Impiedad, la Superstición y el Fanatismo en sus Relaciones con la Sociedad (1835)